# Pont Tiffroy
Le pont Tiffroy est un pont de la ville française de Metz, dans le département de la Moselle.

## Toponymie
Jehan le Châtelain attribue la construction du Pontiffroy à un noble homme nommé Thiffridus. Et si l'on rétablit l'orthographe employée dans tous les documents du Moyen Âge, on obtient la gradation suivante : Pontiffroy, pont Thieffroy, pont Thieffrid, pont Theodefred ou de Theodefred.
Après avoir porté pendant une période l'appellation de « pont de Thionville », il est renommé en 2013 « pont Tiffroy » en référence au pont du XIIIe siècle,. Cet appellation du pont, qui avait pour variante Pontiffroy et pont Thieffroy, étaient toujours d'usage en 1865.

## Histoire
Le premier Pontiffroy en maçonnerie, le pont des Morts et le Moyen-Pont, ont été construits par l'hôpital Saint-Nicolas, qui est resté chargé de l'entretien de ces ouvrages jusqu'en 1583, date a laquelle la ville de Metz exonéra l'hôpital de son entretien. À partir du dix-septième siècle, ce fut une lourde charge pour les finances municipales de la ville.
Il n'existe plus rien, si ce n'est peut-être dans les fondations des piles, de l'ancien pont Thieffroy construit en maçonnerie au quatorzième siècle, qui se composait alors de seize arches dont les voûtes étaient établies dans le même système que celles du pont Saint-Georges, c'est-à-dire avec arcs doubleaux en pierres de taille, et massifs intermédiaires en blocages, recouverts d'un crépi. Le pont était formé en 1865 de onze arches qui ont été construites en deux reprises : les trois premières, à gauche, en 1734, aux frais du roi ; les huit autres, sur les fonds de la ville, en 1750-1751.
Suivant Baltus, les trois arches de gauche auraient été faites en augmentation, pour remplacer quatre arches de l'autre extrémité, condamnées antérieurement pour la formation du glacis de ce côté de la rivière. En 1750-1751, on a encore supprimé quatre arches du même côté. Il résulterait donc de là que la culée gauche du pont aurait été avancée, vers le Fort Moselle, de la longueur des trois arches actuelles, c'est-à-dire de 43m04, et que la culée droite aurait été reportée vers la rivière de l'espace anciennement occupé par huit arches, c'est-à-dire de 100 à 120 mètres.

### Elargissement

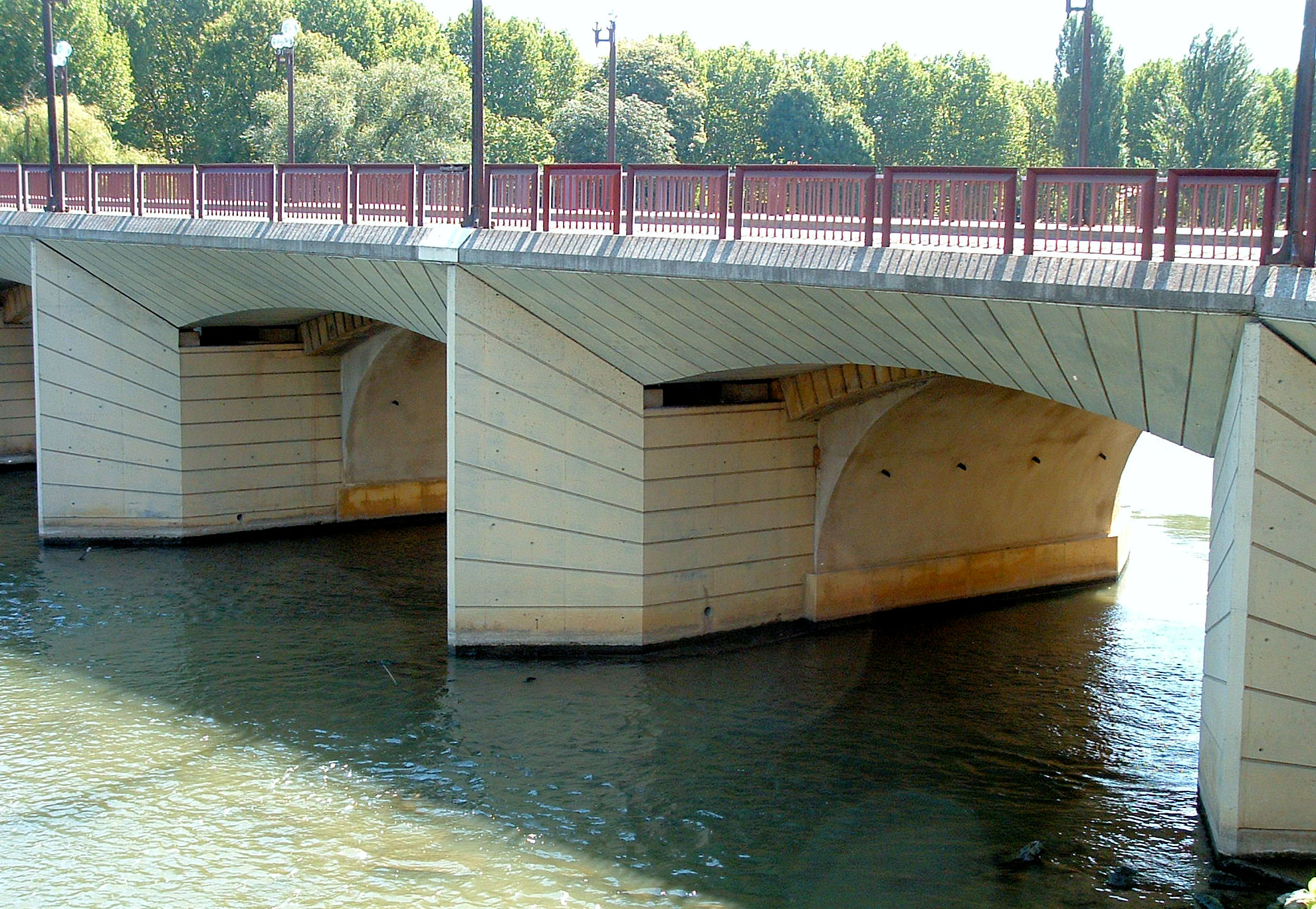
Le pont après son élargissement du XXe siècle.

En 1852, on constata que sa circulation atteignait par jour les chiffres considérables de 8 269 piétons, 908 chevaux non attelés et 1248 colliers. Un passage à l'époque de 7 m à 7,25 m, était  alors insuffisant pour une semblable fréquentation. L'administration des ponts et chaussées, qui était chargée depuis 1811 de son entretien, reconnut qu'il y avait urgence de l'élargir. Les travaux projetés et exécutés dans ce but, par M. Le Mercier, ingénieur ordinaire, sous la direction de M. Le Joindre (ingénieur en chef du département), furent commencés le 9 juin 1853 et terminés le 1er octobre 1854. La dépense s'éleva à la somme totale de 86 099 francs et 14 centimes. La largeur du passage fut portée à 10,60 m, comprenant
une voie charretière de 7 m, pavée en quartzite de Sierck, et deux trottoirs asphaltés, de 1,80 m chacun.
À la fin du XXe siècle, le pont fut à nouveau élargi sous la direction de l'architecte-urbaniste Jean-Louis Jolin.